# Pisto napolitain
Ne doit pas être confondu avec Pistou ou Pesto.
Le pisto napolitain est un mélange d'épices typique de la tradition culinaire napolitaine qui est utilisé dans la préparation de nombreux gâteaux traditionnels de la région de Campanie, en particulier pour Noël.
Les épices les plus importantes sont la cannelle, la muscade, les clous de girofle et la coriandre.
Le pisto est très utilisé pour la réalisation de petits gâteaux de Noël, les mostaccioli, notamment à Naples, Salerne et toute la Campanie.

## Recette
Ingrédients :
- 15 g de cannelle en poudre
- 5 g de poivre
- 5 g de noix de muscade
- 2 g de clous de girofle
- 2 g d'anis étoilé
- 2 g de graines de coriandre

Préparation : dans un mortier, écraser les épices et les faire griller brièvement dans une casserole, pour en sublimer les arômes. La poudre ainsi obtenue peut être conservée pendant plusieurs mois dans un récipient hermétique.
Il existe des variantes de la recette où, aux épices principales, en sont ajoutées d'autres pour compléter et améliorer le goût.

## Utilisation en pâtisserie
Certains des gâteaux traditionnels de Noël de Naples et de la Campanie dans lesquels est utilisé le pisto sont :
- roccocò : des biscuits en forme de beignet à partir de la pâte plus ou moins dure basée sur les amandes ;
- mustacciuoli (également appelé Mostaccioli) : des biscuits en forme de losange, recouverts de glaçage au chocolat ;
- quaresimali : des biscuits à base d'amandes, sans gras et très épicés ;
- susamielli : bonbons de Noël napolitains à base de miel et d'amandes.